# 구자현
구자현(具滋炫, 1958년 2월 25일 ~ )은 대한민국의 공무원이다. 제27대 조달청 차장을 역임했다.

## 학력
- 대전고등학교 졸업
- 서울대학교 영문학 학사
- 일리노이 대학교 경제학 석사
- 한남대학교 경영학 박사

## 경력
- 제25회 행정고시 합격
- 조달청 행정관리담당관
- 조달청 기회관리실 기획예산담당관
- 조달청 기획관리관실 혁신인사담당관
- 조달청 시설국 국장
- 조달청 전자조달본부 본부장
- 조달청 시설사업본부 본부장
- 조달청 정책홍보본부 본부장
- 조달청 기획조정관
- 서울지방조달청 청장
- 조달청 구매사업국 국장
- 조달청 기획조정관
- 조달청 차장
- 조달청 정부조달 시장개척단 단장

## 참고
| 전임 민형종 | 제27대 조달청 차장 2013년 4월 12일 ~ 2014년 9월 | 후임 이태원 |